# أرواح بي ونخن

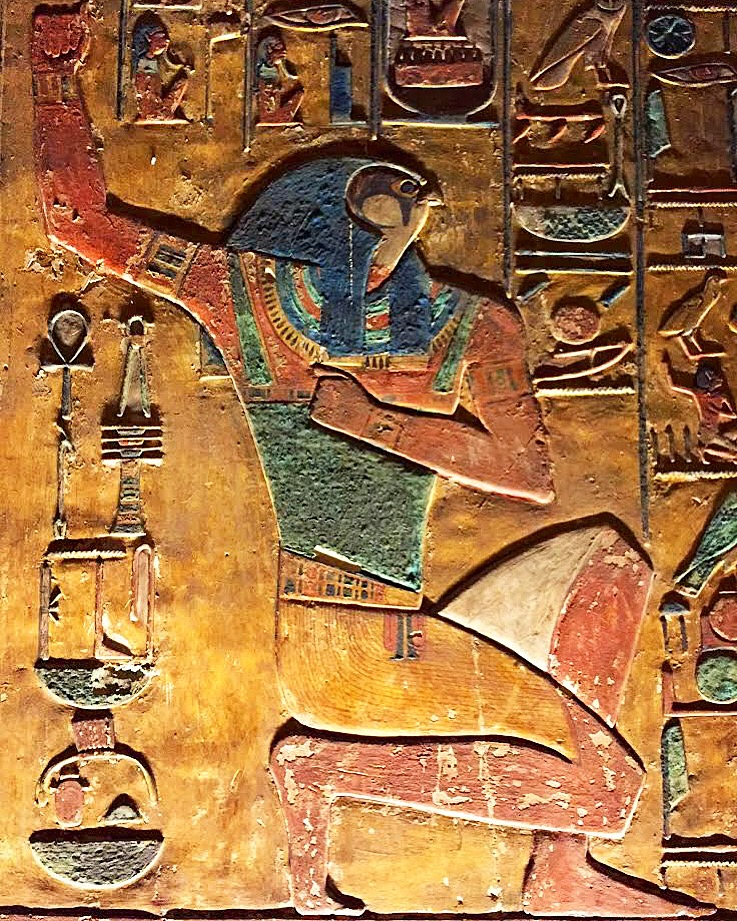
روح بي

أرواح بي ونخن، التي ذُكرت لأول مرة في نصوص الأهرام، تشير إلى أسلاف ملوك مصر القديمة. نخن (المعروفة باليونانية باسم هيراكونبوليس) كانت مركز عبادة الإله حورس في صعيد مصر، الذي كان يُعتبر سلف الملوك المصريين. بي (المعروفة باليونانية باسم بوتو) كانت مدينة في الدلتا، ولم تكن معروفة بعبادة حورس، لكن رع منح المدينة لحورس بعد أن أُصيبت عينه في الصراع على عرش مصر.
كانت موافقة أسلافهم، حتى لو كانت أسطورية وبلا أسماء كـ"أرواح بي ونخن"، مهمة للملوك المصريين، الذين أشاروا إليهم في العديد من النقوش. حتى الملوك الكوشيون اعتبروا أنفسهم أحفاد أرواح بي ونخن.
يبدو أن "أرواح هليوبوليس" تضم أرواح بي ونخن.
تابعو حورس في مصر القديمة يعرفون باسم "شمسو حور".

## الحواشي
1. ↑  Hart, op.cit., 152
2. ↑  Frankfort, op.cit., pp.93ff.
3. ↑  Hart, op.cit., p.153
4. ↑  Török, op.cit., p.296
5. ↑  Frankfort, op.cit., p.94